# سيد الغابة
سيد الغابة هو فيلم دراما مغربي صدر سنة 2004، من إخراج كمال كمال، وبطولة كل من عبد الله ديدان، ماجدولين الإدريسي، محمد البسطاوي، محمد خيي، محمد الرزين، حسن مضياف، رفيق بوبكر.

## القصة
خوف وقلق ينتاب سكان القرية الصغيرة التي تقطن فيها صفية ذات العشرين سنة إثر موت قائدهم العظيم عقب دخوله الغابة المحرمة. تتوالى الأحداث حيث تقرر صفية رفع راية التحدي والصمود في وجه الفساد والقهر المتمثل في ذات حمان خليفة القائد وتحاول محاربته في الوقت الذي تحاول فيه اقناع أهل قريتها بعدم صحة أسطورة سيد الغابة التي يؤمن بها الجميع.